# 宗像伸子
宗像 伸子（むなかた のぶこ、1940年2月24日 -2024年1月25日）は、東京都出身の管理栄養士。食生活アドバイザー。（有）ヘルスプランニング・ムナカタ取締役社長。
健康を保つ食事の大切さをメディア、講演会、書物などを通して訴える活動を行っている。また、予防医学の普及のために、病院・クリニック・銀行のコンサルタント、大学講師をはじめ、栄養バランスを考える料理教室を開催するなど多方面で活動を行っている。

## 経歴
- 1960年 東京家政学院短期大学卒業
- 1962年 女子栄養短期大学専攻科卒業
- 1962年 山王病院栄養部勤務(管理栄養士として11年勤務)
- 1973年 医療法人社団 茂恵会半蔵門病院栄養部勤務(13年勤務　現在顧問)
- 1988年 日本航空運航乗員健康管理室に管理栄養士として在籍(1年)
- 1988年 （有）ヘルスプランニング・ムナカタ設立。取締役社長就任
- 1994年 「有本邦太郎賞」受賞(国民栄養協会)

- 帝国（ホテル）クリニック栄養コンサルタント
- 所沢・賀古クリニック栄養コンサルタント
- 三井住友銀行大手町健康開発センター栄養コンサルタント
- 東京家政学院大学客員教授

## 著書
- 『心臓病と食生活』共著. -- 医歯薬出版, 1969
- 『健康づくりの食べ物』永岡書店, 1980.9
- 『美しくやせるダイエットメニュー』新星出版社, 1982.5
- 『減塩食塩をひかえた献立集』新星出版社, 1983.3
- 『食事療法のすすめ方』メヂカルフレンド社, 1988.6
- 『1200キロカロリーの献立』日本放送出版協会, 1989.3
- 『こんなに食べてもダイエット』グラフ社, 1989.5
- 『子供の栄養と献立』グラフ社, 1993.4
- 『宗像伸子の健康ダイエットメニュー』家の光協会, 1994.10
- 『丈夫で長生きバランスメニュー』グラフ社, 1996.6
- 『症状別・体質改善のためのおいしい献立カレンダー』フットワーク出版, 1997.6
- 『目で見る!毎日の食事カロリー辞典』学習研究社, 1997.6
- 『コレステロール、中性脂肪を減らす献立と料理120品』共著. -- グラフ社, 2000.3
- 『健康づくりの食卓』永岡書店, 2001.7
- 『免疫力をつける食事とおかず』グラフ社, 2003.12
- 『食べて減らす中性脂肪』PHP研究所, 2006.4
- 『やさしくわかる栄養の本』技術評論社, 2006.7
- 『ビジネスダイエット・メタボリック症候群は野菜パワーで治す』講談社, 2007.6

※この他著書多数